# ハクサンチドリ
ハクサンチドリ（白山千鳥、学名: Dactylorhiza aristata (Fisch. ex Lindl.) Soó）は、ラン科ハクサンチドリ属の多年草の高山植物。和名は白山に多いこと、花の付き方が千鳥の飛ぶ姿に似ていることから名付けられた。葉に斑点が浮いていることから、「汚れたラン」の別名もある。北海道 - 中部地方以北の高山帯の湿り気のある場所に生える。

## 特徴
高さは10-40cm。花期は6 - 8月で、茎の先端に総状花序の赤紫色の花を多数つける。まれに白花の個体もある。花冠は唇形であり、先端が3裂している。

## 栽培
花が美しいことから園芸店などでしばしば販売されるが、北方寒冷地の植物であるため暖地での栽培は困難である。毎年、新しい地下茎を作り、翌春はそこから芽を出すが、株自体の寿命が短く、増殖率も良くないため寒冷地でも維持は容易ではない。無菌播種などによる増殖は可能だが、播種培地に高濃度の硝酸イオンが含まれていると初期成育が阻害されるなど、一般に商業生産されているランと培養特性はかなり異なる。

## 品種
- ウズラバハクサンチドリ（鶉葉白山千鳥、学名：Dactylorhiza aristata (Fisch. ex Lindl.) Soó f. punctata (Tatew.) F.Maek. ex Toyok.[2] ） - 葉に薄紫色の斑点があるもの[3]。
- シロバナハクサンチドリ（白花白山千鳥、学名：Dactylorhiza aristata (Fisch. ex Lindl.) Soó f. albiflora (Koidz.) F.Maek. ex Toyok.[4] ） - 白花のもの[3]。

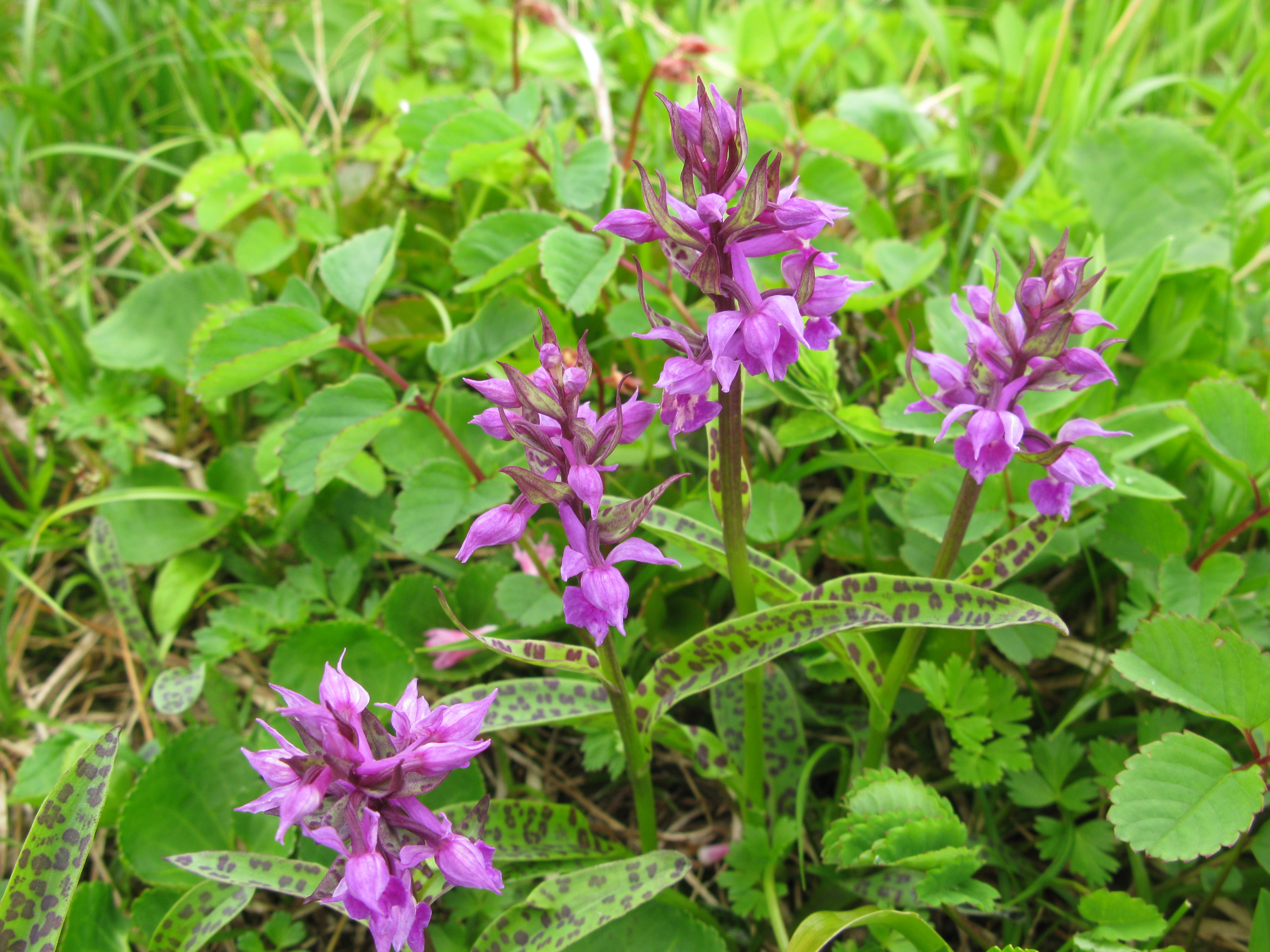
ウズラバハクサンチドリ D. aristata f. punctata
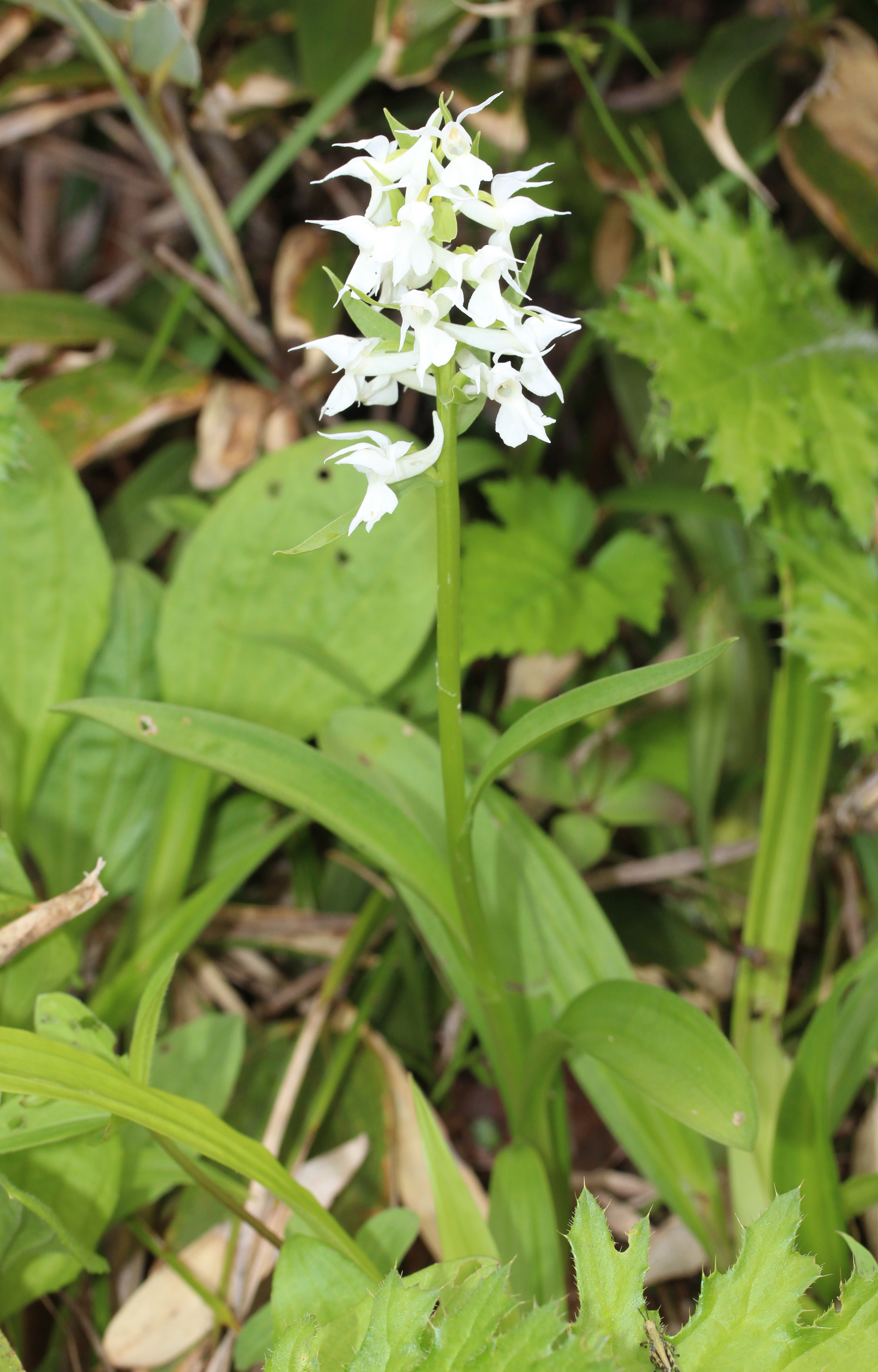
シロバナハクサンチドリ D. aristata f. albiflora

## 画像

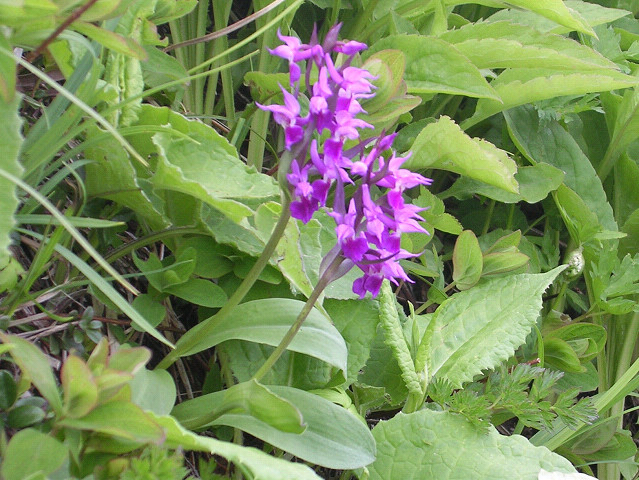
ハクサンチドリ（北海道 富良野岳・2006年7月撮影）
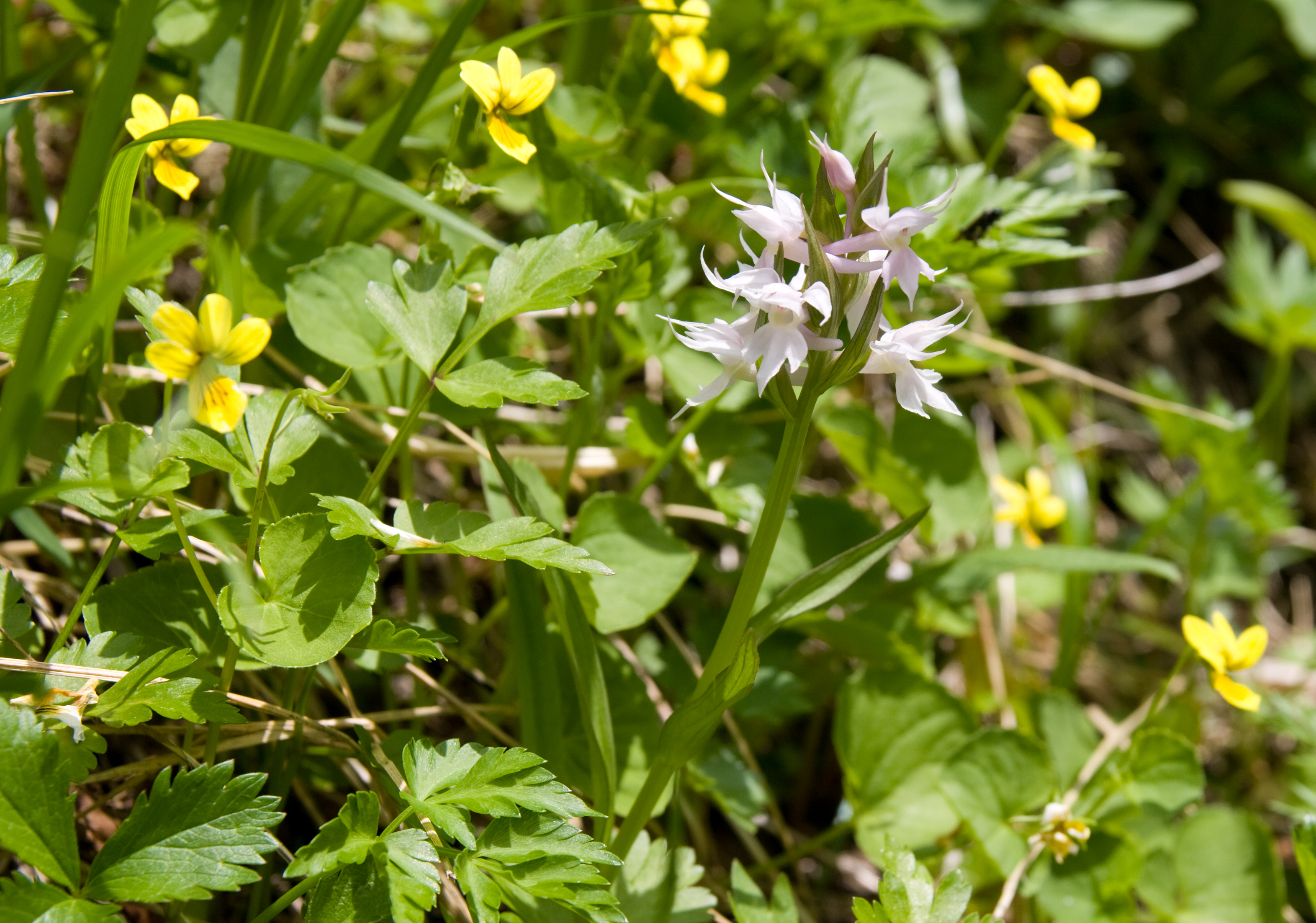
白花個体
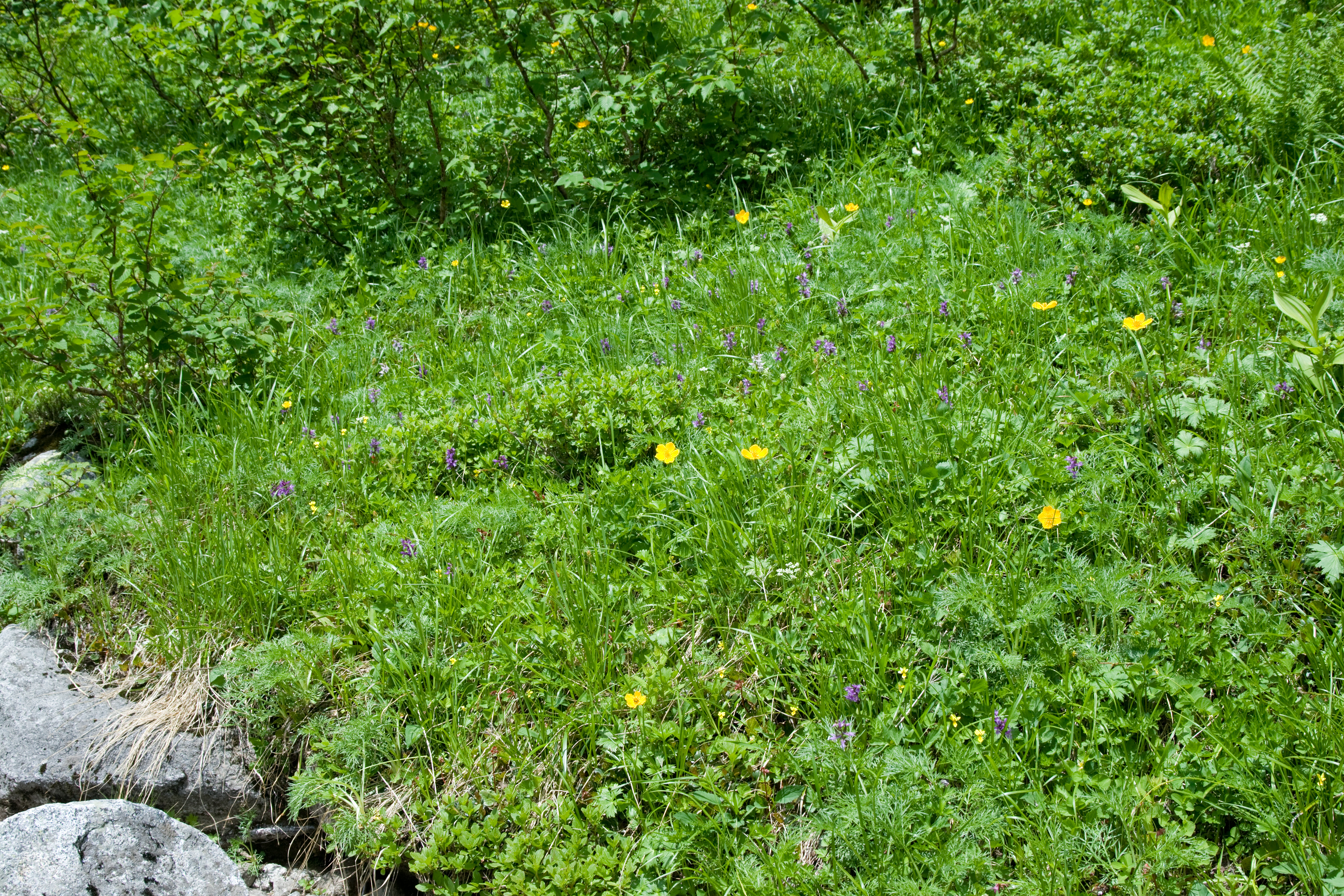
ハクサンチドリの群生